# Gabinete Barthou
O Gabinete Barthou foi o ministério formado por Louis Barthou em 22 de março de 1913 e dissolvido em 02 de dezembro do mesmo ano. Foi o 55º gabinete da Terceira República Francesa, sendo antecedido pelo Gabinete Briand IV e sucedido pelo Gabinete Doumergue I.

## Contexto
Em março de 1913, Louis Barthou tornou-se Presidente do Conselho de Ministros, cargo que ocupou até 2 de dezembro daquele ano. Consciente dos perigos crescentes (a Crise de Agadir, etc.), e com o apoio do Presidente da República, Raymond Poincaré, ele retomou o projeto de seu antecessor, Aristide Briand, que visava aumentar a duração do serviço militar, apesar da oposição da Secção Francesa da Internacional Operária (SFIO) e da maioria dos radicais.
Após ter sido derrotado na votação sobre uma questão orçamentária, o governo de Louis Barthou foi substituído por um gabinete liderado por Gaston Doumergue.

## Composição
- Presidente da República: Raymond Poincaré
- Presidente do Conselho de Ministros: Louis Barthou
- Ministro dos Estrangeiros: Stephen Pichon
- Ministro da Justiça: Antony Ratier
- Ministro do Interior: Louis-Lucien Klotz
- Ministro da Guerra: Eugène Étienne
- Ministro das Finanças: Charles Dumont
- Ministro da Marinha: Pierre Baudin
- Ministro da Instrução Pública e Belas Artes: Louis Barthou
- Ministro das Obras Públicas: Joseph Thierry
- Ministro da Agricultura: Étienne Clémentel
- Ministro do Comércio, Indústria, Correios e Telégrafos: Alfred Massé
- Ministro das Colônias: Jean Morel
- Ministro do Trabalho e Previdência Social: Henry Chéron

## Realizações
- Aprovação da "Lei dos Três Anos" (ou "Lei Barthou").[2]